# Großschönau (Saxònia)
Großschönau (alt sòrab: Wulki Šunow) és un municipi alemany que pertany a l'estat de Saxònia. Està situada a la regió transfronterera amb la República Txeca. Solia ser el centre de l'Alta Lusàcia més conegut de fàbrica de teixits de domàs fins a finals dels anys 1980. Des de llavors s'ha convertit en una àrea de turisme. El pic Lauscha (793 m) se situa en la comunitat de Waltersdorf i marca el pic més alt de les Muntanyes de Lusàcia.

## Evolució demogràfica
| Any  | Població |
| 1834 | 4479     |
| 1871 | 5715     |
| 1890 | 6328     |
| 1910 | 7806     |
| 1925 | 7348     |
| 1939 | 7093     |
| 1946 | 8299     |
| 1950 | 8471     |
| 1964 | 8088     |
| 1990 | 6371     |
| 2000 | 5707     |
| 2007 | 6310     |

## Agermanaments
- Hüfingen
- Olszyna